# 노라 자코바
노라 자코바(알바니아어: Nora Gjakova, 알바니아어 발음: [noˈɾa ɟaˈkova], 1992년 8월 17일~)는 코소보의 유도 선수이다. 2020년 하계 올림픽 라이트급에서 금메달을 획득하면서 같은 유도 선수인 마일린다 켈멘디와 디스트리아 크라스니치의 뒤를 이어 코소보 사상 3번째 올림픽 메달리스트이자 금메달리스트가 되었다.

## 개인사
남동생인 아킬 자코바 또한 유도 선수이다.